# Kazuo Ōno
Pour les articles homonymes, voir Ono.
Kazuo Ōno (大野一雄, Ōno Kazuo), né à Hakodate, Hokkaidō, le 27 octobre 1906 et mort à Yokohama, Kanagawa le 1er juin 2010 à l'âge de 103 ans, est un danseur et chorégraphe japonais lié à la fondation du butō.

## Biographie
Fils d'un père pêcheur et d'une mère cuisinière experte en cuisine française, Kazuo Ono fait preuve d'aptitudes en athlétisme et après avoir obtenu un diplôme dans cette matière en 1929, il enseigne en tant que professeur d'éducation physique dans un lycée chrétien. 
En 1933, il commença à étudier la danse moderne avec les deux pionniers Baku Ishii et Takaya Eguchi, ce qui lui permit de se qualifier pour enseigner la danse à l'école de filles Soshin, à Yokohama, école dont il prit sa retraite en 1980.
En 1938, Kazuo Ōno est enrôlé dans l'armée impériale japonaise en tant que lieutenant, et reçoit par la suite le grade de capitaine. Il participe aux combats en Chine et en Nouvelle-Guinée, où il a été capturé et interné par les Australiens comme prisonnier de guerre. La guerre et ses horreurs lui inspireront quelques-unes de ses œuvres ultérieures, comme la Danse des méduses, considérée comme une méditation sur les inhumations en mer qu'il avait observées à bord du navire transportant des soldats de retour au Japon.
Il crée un institut de danse ayant formé de nombreux élèves, dont Natsu Nakajima.